# Bruna Lelli
Bruna Lelli, all'anagrafe Fabrizia Lelli (Meldola, 4 marzo 1938), è una cantante italiana.

## Biografia
Dopo aver iniziato a cantare nelle balere della sua regione entra, per qualche tempo, nell'orchestra del maestro Cinico Angelini.
Ottenuto un contratto discografico con la Cetra, incide nel 1959 Tanto da morire, scritta da Alberto Testa per le parole e da Franco Pisano per la musica.
Nel 1961 partecipa alla manifestazione Sei giorni della canzone, che si svolge a Milano, con il brano Un whisky e un blues.
Viene scelta poi da Mike Bongiorno come valletta per il programma La fiera dei sogni, continuando comunque l'attività di cantante.
Nel 1962 partecipa al Festival di Sanremo con L'ultimo pezzo di terra, interpretato in coppia con Nunzio Gallo, che non entra in finale.
L'anno successivo partecipa al Cantagiro con Verrai verrai verrai e vince in Messico il premio Leopardo d'oro al Festival di Acapulco: Bruna Lelli ha avuto infatti negli anni precedenti un buon successo in America latina, in particolare con Mi burbuja azul, versione in spagnolo de Le mille bolle blu, successo di Mina.
Nel 1965, pur essendo di cittadinanza italiana, partecipa con Tu sei alla selezione svizzera per l'Eurovision Song Contest 1965: il suo nuovo discografico (è passata dalla Cetra alla Jolly), Walter Guertler, è cittadino svizzero, e in qualche modo riesce a farle rappresentare la Svizzera italiana insieme a Wilma Goich (altra cantante della stessa etichetta).
Nel 1967 ottiene un buon successo con Che vita la mia, canzone che viene presentata in molti programmi televisivi come Eccetera eccetera (presentato da Pippo Baudo e Gino Bramieri) ed Emiliana (condotto da Raffaele Pisu).
Nel 1970 viene pubblicata Ciao, devo andare (canzone scritta da Giorgio Calabrese per il testo e da Pino Calvi per la musica), sigla del programma televisivo Senza rete, interpretato nella versione originale da Annamaria Baratta.
L'anno successivo incide una cover in italiano di House of the King per la piccola etichetta Jet, distribuita dalla Ariston.
Passa poi alla Fonit Cetra, per la quale incide alcuni dischi in cui si avvicina al liscio; entra quindi come cantante nell'orchestra di Vittorio Borghesi, continuando l'attività negli anni successivi.
Nel 1976, insieme a Bruno Lauzi e Peppino Gagliardi, conduce il programma televisivo Bim bum bam su Rai 2.
Nel 2002 il suo paese natale, Meldola di Forlì, l'ha insignita del Premio Hesperia per la carriera.

## Discografia

### Album
- 1974 - Cari amici miei (Fonit Cetra, LPP 268)
- 1975 - Vecchio casolare (Fonit Cetra, LPP 304)
- 1976 - Un pizzico di liscio (Aris, ANL 4011)
- 1979 - Estate (Pathos)

### Singoli
- 1959 - Tanto da morire/È facile (Fonit Cetra, SP 653)
- 1959 - Love in Portofino/Non lo so (Fonit Cetra, SP 654)
- 1960 - Personalità/Bevo (Fonit Cetra, SP 849)
- 1961 - Non piove sui baci/Un whisky e un blues (Fonit Cetra, SP 1024)
- 1961 - Ho smarrito un bacio/Testolina Matta (Fonit Cetra, SP 1053)
- 1961 - Lettera d'amore/Serenata a Perez Prado (Fonit Cetra, SP 1067)
- 1962 - L'ultimo pezzo di terra/È facile (Fonit Cetra, SP 1105)
- 1962 - Stonata/Stare separati (Fonit Cetra, SP 1147)
- 1963 - Verrai, verrai, verrai/Loco-loco (Fonit Cetra, SP 1187)
- 1963 - Qualcuno mi segue/3000 lune (Fonit Cetra, SP 1195)
- 1965 - Devo insistere/Un amore facile (Jolly, J 20292)
- 1966 - Mi sento un'altra/Un giorno capirai (Jolly, J 20337)
- 1970 - Carità/Ciao devo andare (Jet, JT 4021)
- 1971 - Maglioncino marron/Il giorno più importante (Jet, JT 4051)
- 1971 - Poco pochino/La casa del re (Jet, JT 4057)
- 1973 - I ciclisti della domenica/La mazurka della suocera (Fonit Cetra, SPD 662)

#### Singoli pubblicati fuori dall'Italia
- 1961 - Argentina - Mi burbuja azul/Libelula (Fonit Cetra, SP 8019)

### Raccolte
- 1985 - I grandi di Romagna (Durium, con le canzoni I ciclisti della domenica e Al parco delle rose)